# Horizonte plácico
Horizonte plácico (do grego: plax; "pedra achatada"), ou simplesmente plácico ou placic, é a designação dada em pedologia aos horizontes endurecidos, autênticas crostas, que aparecem em solos ricos em matéria orgânica e em ferro (Fe) e manganês (Mn). Os horizontes plácicos são em geral finos (em média com 5 mm de espessura) e impermeáveis, sendo constituídos por material vítreo, de cor castanho escuro com laivos avermelhados até negro, cimentados por óxidos complexos ferro-alumínicos ligados a material orgânico (complexos Bhfc ou Bfc), óxidos hidratados de ferro (Bgfc), ou uma mistura de óxidos de Fe e Mn.